# Urolophus circularis
Urolophus circularis är en rockeart som beskrevs av McKay 1966. Urolophus circularis ingår i släktet Urolophus och familjen Urolophidae. IUCN kategoriserar arten globalt som livskraftig. Inga underarter finns listade i Catalogue of Life.